# Крайні точки Бутану

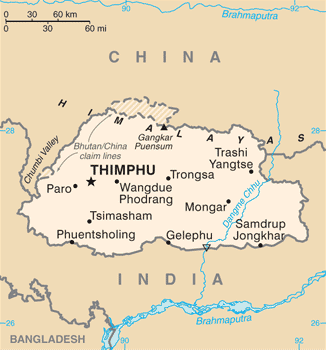
Карта Бутану

## Крайні точки Бутану

### Географічна широта і довгота
- Північна :
  - спірна[1] : район Гаса — кордон з Китаєм. 28°21′ пн. ш. 90°13′ сх. д. / 28.350° пн. ш. 90.217° сх. д.  
  - офіційна : район Гаса — кордон Китаю, поблизу національного парку Джигме Дорджі. 28°14′ пн. ш. 89°47′ сх. д. / 28.233° пн. ш. 89.783° сх. д.
- Південна : район Сарпанг — межа Ассам. 26°42′ пн. ш. 89°46′ сх. д. / 26.700° пн. ш. 89.767° сх. д.
- Західна : район Самце — кордон Сіккім, поблизу Національного парку долини Неора в Індії. 27°8′ пн. ш. 88°44′ сх. д. / 27.133° пн. ш. 88.733° сх. д.
- Східна : Район Трашиган — Кордон Аруначал-Прадеш, поблизу заповідника дикої природи Сактенг. 27°17′ пн. ш. 92°7′ сх. д. / 27.283° пн. ш. 92.117° сх. д.

### Висоти
- Найвища точка[2] від рівня моря вершина Канкара-Пунсума 7 570 м (24 836 фут). Канкар-Пунсум розташована в північно — західній частині Бутану уздовж кордонів району Гаса (дзонгхаг), Вангді Пходранг району та Китаю. 28°03′ пн. ш. 90°27′ сх. д. / 28.050° пн. ш. 90.450° сх. д.
- Найнижча точка розташована поблизу річки Дрангме Чху, в центрально — східній частині Бутану, 97 м (318 фут) над рівнем моря. Найнижча точка розташована у східному районі Сарпанг, на кордоні з Індію (Ассам) поблизу індійського міста Манас.

### Найвищі шляхи сполучення
- Дорога (гірський перевал): Гірська дорога, головна магістраль Схід-Захід, проходить Трумсом Ла в центральному Бутані на висоті понад 3 800 м (12 467 фут).
- Аеропорт: аеропорт Йонпхула[3], внутрішній аеродром, поблизу міста Трашіганг в районі Трашігангу. Розташований на висоті 2 743 м (8 999 фут). 27°15′23″ пн. ш. 091°30′52″ сх. д. / 27.25639° пн. ш. 91.51444° сх. д.